# Friedrich August Anders
Friedrich August Anders (* 1826 in Deutz; † nach 1856) war ein deutscher Porträtmaler.

## Leben
Friedrich August Anders war um 1846 in Berlin und später vermutlich in Köln ansässig. Er hielt sich spätestens 1851, aber mindestens bis 1865 in Paris auf, wo er im Atelier von Charles Gleyre, bei Ary Scheffer und an der École des Beaux-Arts lernte. Im Jahr 1853 nahm er am Pariser Salon teil. Darüber hinaus lässt sich seine Kopiertätigkeit im Louvre nachweisen.

## Werke
- Portrait d’homme, Verbleib unbekannt (Salon 1853, Nr. 16)
- Portrait d’une femme, Verbleib unbekannt (Paris, Musée d’Orsay, Documentation).